# Politique d'apaisement
Pour les articles homonymes, voir Apaisement.

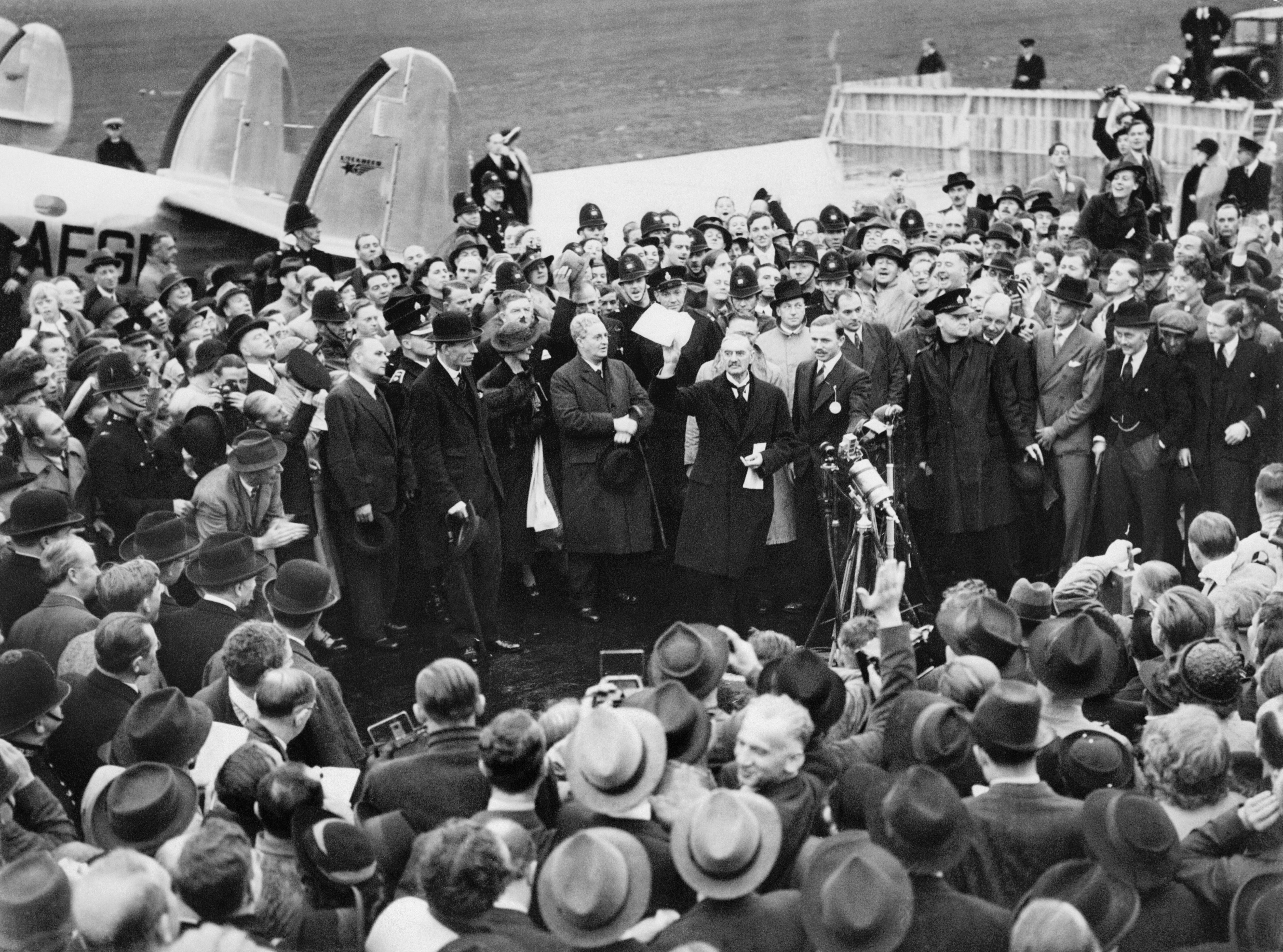
Le Premier ministre britannique Neville Chamberlain après son atterrissage à l'aérodrome Heston le 30 septembre 1938 lors de rencontre avec Adolf Hitler à Munich. Dans sa main il tient l'accord de paix entre le Royaume-Uni et l'Allemagne.

La politique d'apaisement dans les relations internationales vise à éviter la guerre en faisant des concessions à l'ennemi.
L'historien Paul Kennedy la définit ainsi : « politique de règlement des querelles internationales par l'admission et la satisfaction des États par la voie de négociation rationnelle et de compromis, évitant ainsi le recours à un conflit armé qui serait coûteux, sanglant, voire dangereux ».

## Histoire
En histoire, le mot vient directement de l'anglais Appeasement, qui symbolise la politique étrangère britannique vis-à-vis du Troisième Reich entre 1933 et 1939.

### Les faits
Cette politique a été utilisée par les démocraties européennes, dans les années 1930, qui souhaitaient éviter la guerre avec les dictatures d'Allemagne et d'Italie, en gardant à l'esprit les horreurs de la Première Guerre mondiale, surnommée la « der des Ders » en France. Le terme est plus souvent appliqué à la politique étrangère du Premier ministre britannique Neville Chamberlain envers le Troisième Reich allemand entre 1937 et 1939.
L'inaction des Alliés face à la crise d'Abyssinie, la remilitarisation de la Rhénanie et l'Anschluss font partie intégrante de cette politique dite « d'apaisement ». Les accords de Munich, signés en 1938 entre la France, le Royaume-Uni, l'Allemagne et l'Italie, sont le point culminant de sa politique étrangère, permettant à Hitler d'occuper les Sudètes. Chamberlain lors de son retour à Londres déclarera : « Mes bons amis, pour la seconde fois de notre histoire, un Premier ministre britannique est revenu de l'Allemagne en apportant la paix avec honneur. Je crois que c'est la paix pour notre temps… Retournez à la maison et prenez un bon sommeil paisible. » (« My good friends, for the second time in our history, a British Prime Minister has returned from Germany bringing peace with honour. I believe it is peace for our time… Go home and get a nice quiet sleep. »).
De son côté, Édouard Daladier, président du Conseil français, amer et lucide, se serait exclamé « Ah les cons ! S'ils savaient » en voyant la foule l'applaudir au Bourget lors de son retour de Munich,,. Les concessions des Alliés n'éviteront pas en effet le déclenchement de la Seconde Guerre mondiale un an plus tard, lorsque l'Allemagne envahit la Pologne.

### Leurs causes
Horrifiés par les abominables massacres subis par la Grande-Bretagne au cours de la Première Guerre mondiale, et très désireux de rétablir des relations économiques normales avec l'Allemagne, les gouvernements britanniques successifs à partir de 1920 pensent qu'aucun homme sensé ne peut vouloir une nouvelle guerre, qui marquerait la fin de la civilisation. Aussi, ils ne veulent plus de confrontation diplomatique avec le Reich et se heurtent à l'intransigeance de la France, dès 1920, notamment sur le règlement des Réparations.
Vexé que ses recommandations aient été brutalement repoussées par Clemenceau, au cours des négociations de paix, Keynes publie son célèbre pamphlet Les Conséquences Économiques de la Paix, dans lequel il rend impossible tout redémarrage économique en Europe sans l'abolition desdites Réparations. Dès son arrivée au pouvoir, le 30 janvier 1933, Hitler rentre dans une politique de surenchère vis-à-vis des vainqueurs de 1918, que ce soit à propos des Réparations ou de territoires et qui rencontre un fort écho à Londres. En effet, tous les gouvernants pensaient qu'Hitler, lui-même ancien combattant, ne pouvait pas vouloir raisonnablement une autre guerre ; aussi, la Grande-Bretagne devait accorder à l'Allemagne ce qu'elle revendiquait « légitimement », c'est-à-dire l'égalité des droits.
Pour cela, Hitler manipula certains aristocrates anglais, Lord Lothian, Lord Halifax, Lord Londonderry, ou des journalistes, comme Geoffrey Dawson, directeur du Times, en les utilisant comme leviers pour affaiblir la position des diplomates du Foreign Office. Ces personnes se réunissaient de façon informelle à la demande de Lady Astor, dans son château de Cliveden. Ce groupe, dit le Cliveden set, jouait le rôle d'un think-tank pacifiste. Le grand adversaire de cette politique, dès 1933, était Winston Churchill ; il était aidé — et secrètement informé — par Robert Vansittard, sous-secrétaire permanent du Foreign Office.

### Leurs conséquences
La Grande-Bretagne admit ainsi facilement le rétablissement de la conscription, la constitution de la Luftwaffe et l'accord naval avec le Reich (1935), l’occupation de la Rhénanie (1936), l'Anschluss avec l'Autriche et l'annexion des Sudètes (1938). À chaque nouvelle violation du traité de Versailles, l'opinion britannique, dûment chapitrée par une presse pacifiste, ne réagissait pas. Après l'annexion de la Bohème-Moravie en mars 1939, l'opinion britannique bascula dans le sens de la fermeté, défendue à cor et à cri par Winston Churchill. Cette politique fut définitivement enterrée le 3 septembre 1939, par l'entrée en guerre de la Grande-Bretagne.
Depuis les années 1930, le terme est synonyme de lâcheté et de faiblesse et est toujours utilisé dans le domaine des relations internationales.
Durant la Guerre froide, l'argument fut repris plusieurs fois, avec succès, par les Occidentaux pour contrer la montée en puissance de l'Union soviétique, notamment durant les deux crises de Berlin (1958, 1963) et la crise des euromissiles (1977-1987).